# 2008 en Turquie
Cet article présente les faits marquants de l'année 2008 en Turquie.

## Évènements
- Jeudi 3 janvier 2008 : L'explosion d'une voiture piégée à Diyarbakır cause la mort de 7 personnes et fait 68 blessés. L'attentat est attribué au PKK.

- Jeudi 7 février 2008 : Le Parlement vote une réforme de la Constitution levant l'interdiction du voile islamique dans les universités.

- Vendredi 7 mars 2008 : Le Président irakien, Jalal Talabani, d'origine kurde, arrive en visite officielle, jusqu'au 9 mars. Le prédécesseur du nouveau Président Abdullah Gül avait toujours refusé de le recevoir.

- Vendredi 14 mars 2008 : Le procureur près la Cour de cassation, Abdurrahman Yalcinkaya, accuse dans un rapport de 162 pages transmis à la Cour constitutionnelle, l'AKP (Parti de la justice et du développement), issue de la mouvance islamiste, de chercher à instaurer la charia en Turquie, si besoin en ayant recours au djihad. Il demande la dissolution de l'AKP pour ses activités anti-laïques et l'interdiction de toute activité politique pour le premier ministre Recep Tayyip Erdoğan et de nombreux autres hommes politiques, comme Nihat Ergün, le vice-président du parti.

- Lundi 24 mars 2008 : Doğu Perinçek, chef du Parti des travailleurs, est inculpé et écroué, dans le cadre d'une enquête sur le réseau ultranationaliste, Ergenekon, soupçonné de vouloir renverser le gouvernement islamo-conservateur.

- Mardi 1er avril 2008 : Une cellule d'al-Qaida est neutralisée à Istanbul lors d'une opération policière. Une quarantaine de personnes préparant des attentats est arrêtée.
- Avril 2008 : Une équipe d'archéologues turcs a exhumé de l'ancien port byzantin de l'Eleutherion de Byzance, la plus importante flottille médiévale jamais mise à jour, avec 31 navires du VIe au XIe siècle. Parmi eux, des caïques à voiles servant au transport du grain et du marbre et de rarissimes navires militaires byzantins à rame.
- Mercredi 30 avril 2008 :
  - Le parlement réforme le controversé article 301 du code pénal qui permettait de pénaliser tout dénigrement à « l'identité turque », une notion jugée juridiquement trop floue. Le nouveau texte réprime les insultes visant « la nation turque » sur autorisation du ministre de la Justice. Cette réforme était réclamée par la Commission européenne depuis 2005. Cet article a longtemps été utilisé contre de nombreux écrivains (Orhan Pamuk, Elif Shafak…), journalistes (Hrant Dink…) ou éditeurs, notamment pour leurs écrits sur le génocide arménien. Selon le ministère de la Justice, 1 189 personnes ont été poursuivies à ce titre pendant le seul premier trimestre 2007. Deux autres articles restent controversés dans le domaine de la liberté d'expression, le 216 et le 305.
  - Le Parti de la justice et du développement, au pouvoir et issu des courants islamistes, a présenté sa défense dans un dossier de 98 pages remis à la Cour constitutionnelle. Il est sous le coup d'une procédure de dissolution et, 71 de ses plus hauts responsables, de bannissement de la vie politique pendant cinq ans — dont le premier ministre Recep Tayyip Erdoğan et le président de la République Abdullah Gül.

- Vendredi 9 mai 2008 : Adnan Oktar, plus connu sous le pseudonyme de Harun Yahya, musulman extrémiste et ardent défenseur de thèses créationnistes, est à nouveau condamné à la prison pour "création d'une organisation illégale" et "enrichissement personnel". Il est surtout connu pour avoir fait éditer en plusieurs dizaines de milliers d'exemplaires un Atlas de la Création qui prétend réfuter l'évolution des espèces et l'avoir envoyé à des milliers d'écoles dans toute l'Europe et l'Amérique du Nord[1].

- Jeudi 5 juin 2008 : La Cour constitutionnelle se prononce contre la levée de l'interdiction du voile dans les universités en jugeant comme inconstitutionnel l'amendement du Parlement autorisant le port du foulard par les étudiantes sous couvert du respect des libertés individuelles et religieuses.

- Lundi 9 juin 2008 : L'armée turque annonce avoir établi, dans le cadre de sa lutte contre les rebelles séparatistes kurdes du PKK, six zones de sécurité temporaires jusqu'au 12 septembre prochain où seuls les civils y résidant peuvent y accéder après une fouille minutieuse de leurs véhicules.

- Lundi 16 juin 2008 : La banque centrale porte son taux directeur à 16,25 % (+50 points). L'inflation atteint en mai 10,74 % en rythme annuel.

- Vendredi 20 juin 2008 : L'équipe de football de la Turquie bat celle de Croatie en quart de finale de l'Euro 2008 à Vienne.

- Vendredi 27 juin 2008 : L'assureur français Groupama annonce le rachat de l'assureur Güven pour 180 millions d'euros. En 2006, Groupama avait déjà racheté deux autres assureurs en Turquie.

- Mercredi 9 juillet 2008 : Une attaque contre le consulat américain à Istanbul cause la mort de trois policiers et de trois assaillants. L'attaque est attribuée aux réseaux locaux d'Al-Qaïda.

- Dimanche 27 juillet 2008 : L'explosion de deux bombes dans une rue piétonne et commerçante du quartier de Güngören, sur la rive européenne d'Istanbul, cause la mort de 17 personnes et fait 150 blessés. Le PKK dément toute responsabilité dans cet attentat.

- Samedi 22 novembre 2008 :
  - Une explosion contre l'oléoduc reliant l'Irak au sud de la Turquie est revendiquée par les rebelles séparatistes kurdes de Turquie.
  - Une centaine de touristes belges et français, en majorité des personnes âgées, ont été « retenus en otage » par leur hôtelier turc dans la station d'Antalya, sur la Riviera turque. Le voyagiste ayant fait faillite la direction a exigé le paiement du solde, soit 275 euros par personne présente sur place.

- Samedi 29 novembre 2008 : Des incidents ont éclaté en marge de la grande manifestation réunissant plusieurs milliers de personnes à Ankara contre les politiques économiques du gouvernement à l'appel des syndicats.

- Jeudi 4 décembre 2008 : Le fondateur et chef du Parti des travailleurs du Kurdistan, Abdullah Öcalan, actuellement emprisonné en Turquie, a porté plainte contre la Grèce, estimant que cette dernière ne l'a pas protégé comme elle s'était selon lui engagée à la faire en 1999, permettant ainsi sa capture le 15 février 1999 au Kenya où il a finalement été arrêté le 15 février par des agents turcs avec l'aide des services de renseignement américains[2].

- Samedi 6 décembre 2008 :
  - Une petite bombe explose dans le quartier populaire de Fatih, sur le rive européenne d'Istanbul, blessant deux personnes.
  - Un canot pneumatique avec 27 passagers, dont une majorité de Palestiniens, chavire au large du village turc d'Ayvalık (province de Balıkesir). Quatre personnes dont une femme meurent noyées, les 23 autres migrants ont été secourus par les garde-côtes.

- Dimanche 21 décembre 2008 : La police met la main dans la province de Diyarbakır sur une camionnette transportant des explosifs (grenades), des munitions et des armes (lance-roquettes et des lance-grenades) pour le PKK irakien.

- Mardi 30 décembre 2008 : Pour la première fois en Turquie, à partir du 1er janvier 2009, une chaîne de la Radio-télévision d'État (TRT6) va désormais émettre en langue kurde, provoquant une petite révolution dans le paysage audiovisuel turc. 24/24h, elle diffusera, sans sous-titres, des films, des documentaires, des séries et des émissions musicales. Le premier ministre, Recep Tayyip Erdoğan, participera à son lancement de TRT6 qui sera le reflet de « la diversité culturelle » du pays, selon le souhait de L'Union européenne qui réclamait de longue date une telle initiative[3].